# كيفن باري (لاعب كرة قدم أمريكية)
كيفن باري (بالإنجليزية: Kevin Barry)‏ هو لاعب كرة قدم أمريكية أمريكي، ولد في 20 يوليو 1979 في راسين في الولايات المتحدة.

## وصلات خارجية
- كيفن باري على موقع مرجع كرة القدم المحترفة.كوم (الإنجليزية)